# 中国西南部

中国西南部

中国西南部（ちゅうごくせいなんぶ）とは、ラオスやミャンマー国境に近く、チベット自治区と隣接した雲南省や、貴州省、四川省、重慶市を指す。
省都には漢民族が多いが、農村にはチベット系や東南アジア系の少数民族が稲作で生計を立てている。低緯度でありながら、山地であるため、常春と言われる様相を呈している。